# 邊完
邊完（15世紀—15世紀），字克修，河南開封府杞縣人，明朝政治人物。

## 生平
邊完是景泰七年（1456年）丙子科河南鄉試第五十名舉人，多次參加會試落第，謁選授知縣，不久擢廣西道監察御史，某天在宮中入直時得明憲宗欣賞其儀容端正、言辭敏捷，稱他能堪大用，成化六年（1470年）巡按直隸，負責修理邊關、平定疆場，事成後畫圖呈上朝廷，明憲宗閱覽後稱讚：「與你名字邊完相襯。」改山西按察司僉事，因父母去世回鄉，服闋後起補原職，陞陝西按察司副使、兵備固原，多次剿滅外敵，得賜花幣作獎賞，弘治二年（1489年）遭中傷謫雲南布政使司參議，以患病請求辭官，在家去世。

## 引用
1. 1 2  乾隆《杞縣志·卷十四·人物志二》：邊完，字克修，景泰丙子領鄉薦，屢上春官不第，謁選授知縣，尋擢廣西道監察御史，一日侍班，憲宗皇帝喜其容儀端正，言詞敏捷，謂可大用，成化六年奉命出按直隸，修理邊關靖定疆場，事竣畫圖以進，帝覽久之，稱賞曰：「宜乎名為邊完也。」遷山西僉事，以憂去，服闋仍補山西，陞陝西固原兵備副使，至則北敵寇，邊完剿殺甚多，朝廷賜花幣以勞之，宏治二年忌者中傷，左遷雲南參議，以疾乞休卒於家。